# Kōkei (moine)
Pour les articles homonymes, voir Kokei (homonymie).
Kokei (ou Kogei; 皇慶 : 977?-1049), auteur du Enoshima Engi, est un éminent moine bouddhiste japonais. La légende veut qu'il commence sa carrière comme moine à l'âge de sept ans, quand il gravit le mont Hiei pour se rendre au monastère du Enryaku-ji, l'un des centres du bouddhisme japonais.
Kokei est crédité de la construction du Enryu-ji (円隆寺) à Tango (丹后; ancien nom de la région au nord de Kyoto sur la mer du Japon) au cours de la période 995 à 998. En l'an 1003, il embarque sur un navire dans le but de voyager dans la Chine de la dynastie Song pour étudier le bouddhisme. Cependant, le navire n'est pas en mesure de partir et il renonce à ce projet. Vers 1026, il quitte le Enryaku-ji et construit un ermitage au toit de chaume dans la région de Tanba au nord de Kyoto à Ikegami (池上). Celui-ci passe pour être le prédécesseur du sous-temple Ikegami-in (池上院). En référence à cet ermitage, il est aussi connu sous le nom Ikegami Ajari (池上 阿闍梨 : « Le maître-enseignant d'Ikegami »). Il demeure à Ikegami jusqu'à ce qu'il reçoive un rêve envoyé par la divinité gardienne du Enryaku-ji qui lui ordonne de revenir au temple. Il y meurt à l'âge de soixante-dix-sept ans (ou soixante-treize selon d'autres sources).
En tant que disciple à la septième génération en ligne directe de Ennin (圆仁), c'est un moine savant qui joue un rôle important dans l'essor de la secte tendai. L'Enoshima Engi, qu'il termine deux ans avant sa mort, présente la déesse Benzaiten à la fois comme protectrice de l'État (en accord avec le sūtra de la lumière d'or) et comme sauveur du peuple, élargissant ainsi son rôle. Il est également l'auteur du Zuiyoki (随 要 记), traité sur une cérémonie de consécration lors de laquelle l'eau répandue sur la tête d'un disciple par un maître améliore ainsi son statut de disciple.

## Source de la traduction
- (en) Cet article est partiellement ou en totalité issu de l’article de Wikipédia en anglais intitulé « Kōkei (monk) » (voir la liste des auteurs).